# Cherāgh
Cherāgh (persiska: چِراغ, چراغ) är en ort i Iran.   Den ligger i provinsen Lorestan, i den västra delen av landet, 400 km sydväst om huvudstaden Teheran. Cherāgh ligger 1 909 meter över havet och antalet invånare är 734.
Terrängen runt Cherāgh är varierad.Runt Cherāgh är det ganska tätbefolkat, med 72 invånare per kvadratkilometer. Närmaste större samhälle är Nūrābād, 17,3 km väster om Cherāgh. Trakten runt Cherāgh består i huvudsak av gräsmarker.